# Трайхль, Маркус
Маркус Трайхль (нем. Markus Treichl, род. 28 сентября 1993 года) — австрийский бобслеист-пилот, выступающий за сборную Австрии с 2011 года. Участник зимних Олимпийских игр 2018 и 2022 годов. 

## Спортивная карьера
В 2013 году Маркус дебютировал на этапах Кубка Европы по бобслею в экипажах-двойках.
В 2015 году принял участие в юниорском чемпионате мира, где занял седьмое место в двойках. Через год уже в четвёрках на чемпионате мира среди юниоров стал четвёртым. 
На этапах Кубка мира по бобслею дебютировал в 2018 году на трассе в Винтерберге, заняв 10-е место в четвёрках. 
На зимних Олимпийских играх в Пхёнчхане, экипаж четвёрок Маркуса занял 22-е место, а в двойках в паре с Килианом Вальхом стал 15-м. 
В 2019 году он завоевал две серебряные медали на юниорском чемпионате мира.
В 2022 году представлял Австрию на зимних Олимпийских играх в Пекине. В двойках вместе с Маркусом Глюком занял 26-е место, а в четвёрках был 22-м. 
По итогам сезона 2023/2024 годов на Кубке мира среди экипажей четвёрок стал седьмым, а среди двоек девятым.  

## Примечание
1. 1 2  Olympedia (англ.) — 2006.
2. ↑  Markus Treichl (Bobsleigh) : Prize list and results. www.the-sports.org. Дата обращения: 30 марта 2024. Архивировано 30 марта 2024 года.
3. ↑  Bobsleigh | Athlete Profile: Markus TREICHL - Pyeongchang 2018 Olympic Winter Games. web.archive.org (18 февраля 2018). Дата обращения: 30 марта 2024. Архивировано из оригинала 18 февраля 2018 года.
4. ↑  Olympedia – Markus Treichl. www.olympedia.org. Дата обращения: 30 марта 2024. Архивировано 30 марта 2024 года.